# Contea di Mayo
Il Mayo (Maigh Eo in gaelico irlandese, esteso: Contae Mhaigh Eo) è una delle trentadue contee tradizionali d'Irlanda e una delle ventisei contee moderne della Repubblica d'Irlanda, situata a ovest-nord-ovest dell'isola d'appartenenza, nella provincia del Connacht; il capoluogo è Castlebar.

## Toponomastica e araldica civica

Bandiera coi colori sportivi e culturali della contea.

La parola Mayo deriva dal gaelico Maigh Eo che significa letteralmente "piana dei tassi", in riferimento a una zona meridionale da cui prende il nome anche la località conosciuta oggi come Mayo Abbey.
Lo stemma del Mayo presenta alcuni degli elementi che più rappresentano la contea: si tratta di uno scudo bordato d'oro con all'interno una nave che salpa su un mare mosso, a denotare la tradizione marinara della contea e le sue zone costiere, sormontato da un campo rosso con quattro croci altrettanto dorate, una delle quali patriarcali, a richiamare le varie diocesi che formano la contea. Il bordo dorato reca 9 alberi di tasso, che richiamano il toponimo e il numero delle vecchie baronie. Al di fuori dello scudo è presente una rosa mariana che rappresenta l'apparizione mariana di Knock.
I colori sportivi e sociali della contea sono il rosso e il verde.

## Topografia

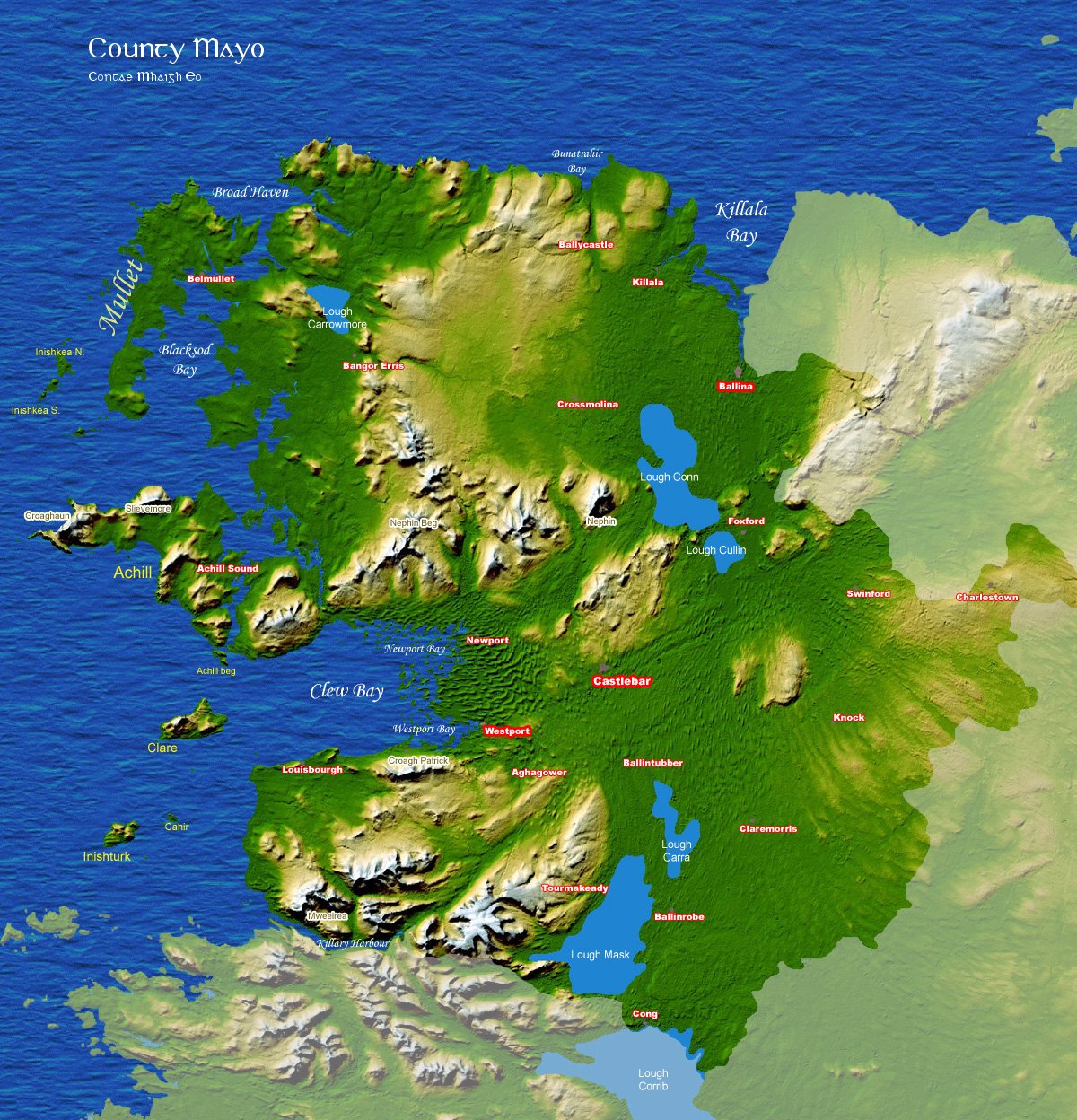
Mappa del Mayo.

Il Mayo è situato nell'Irlanda occidentale, in posizione leggermente più settentrionale rispetto alla più centrale contea di Galway, tanto da essere a volte inserito in raggruppamenti amministrativi, politici o geografici che la identificano più come North-West che non West puro. La contea mantiene tuttavia tutti i connotati delle contee occidentali irlandesi forse più di qualsiasi altra controparte, dalle zone orientali più simili alle aree centrali irlandesi fino alle coste atlantiche impervie e frastagliate, tanto che viene soprannominata sia a livello sportivo sia colloquiale come West of Ireland (slogan ripreso anche a livello turistico) o Western County.
Confina a est col Roscommon, a nord-est con Sligo, a nord e ovest con l'Oceano Atlantico e a sud con Galway.
È la terza contea d'Irlanda per dimensione con 5397 km².
Il Mayo presenta ambienti piuttosto vari che cambiano facilmente in pochi chilometri, oltre che luoghi di estremo interesse.

### Baronie
Il Mayo è formato storicamente da nove storiche baronie, quattro nell'area settentrionale e cinque in quella meridionale

North Mayo
- Erris, area di nord-ovest comprendente Belmullet, Gweesalia, Bangor Erris, Kilcommon, Ballycroy)
- Burrishoole, area occidentale comprendente Achill, Mulranny e Newport)
- Gallen, area orientale comprendente Bonniconlon, Swinford e Foxford)
- Tyrawley, area nord-orientale comprendente Ballina, Ballycastle, Killala)

South Mayo
- Clanmorris, area sud-orientale comprendente Claremorris e Balla)
- Costello area sud-orientale più centrale comprendente Kilkelly e Ballyhaunis)
- Murrisk, area sud-occidentale comprendente Westport, Louisburgh e Croagh Patrick)
- Kilmaine, area meridionale comprendente Ballinrobe, Cong)
- Carra (area centro-meridionale comprendente Castlebar, Partry)

### Orografia e geologia

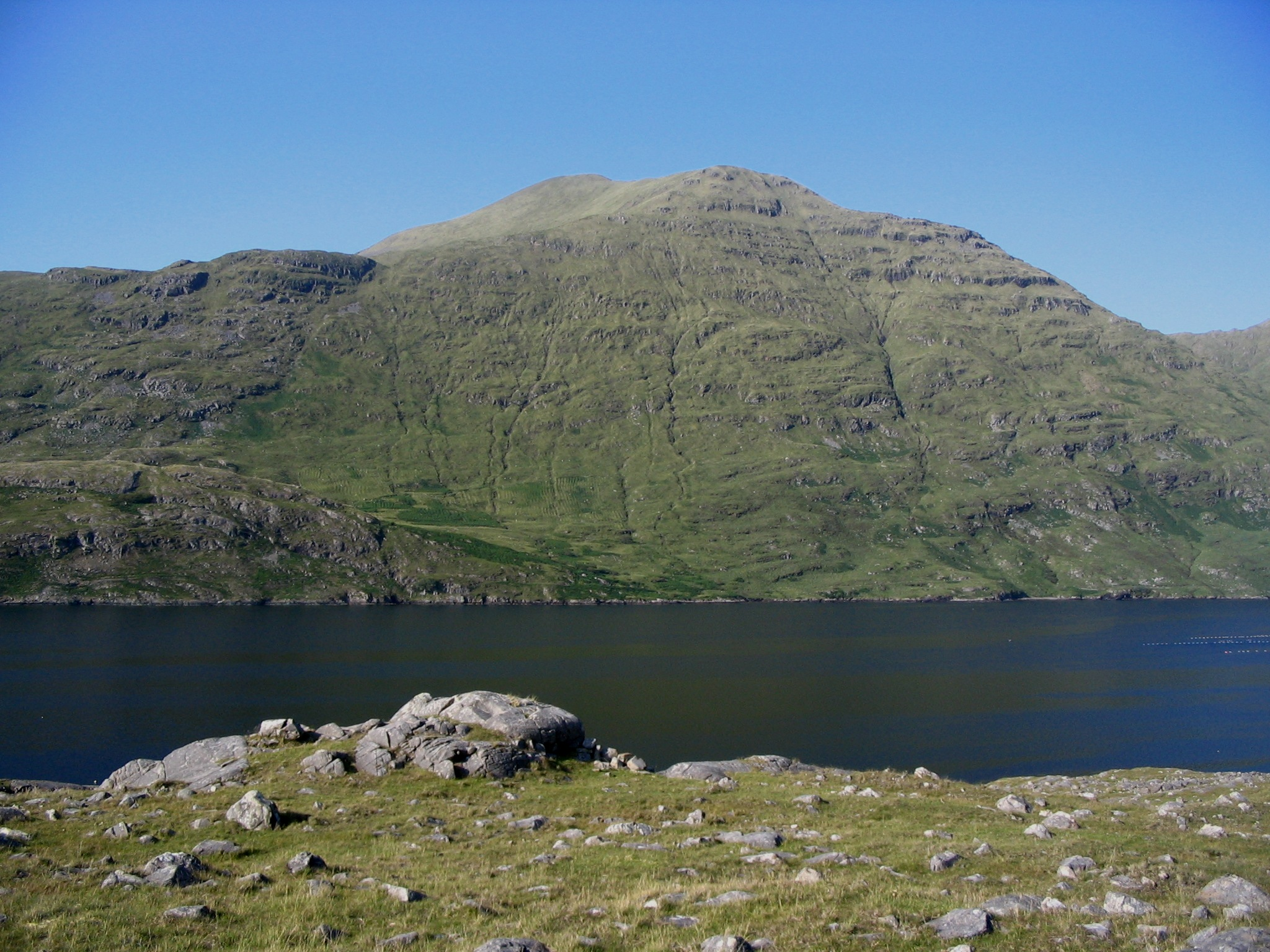
Mweelrea visto dal Killary harbour.

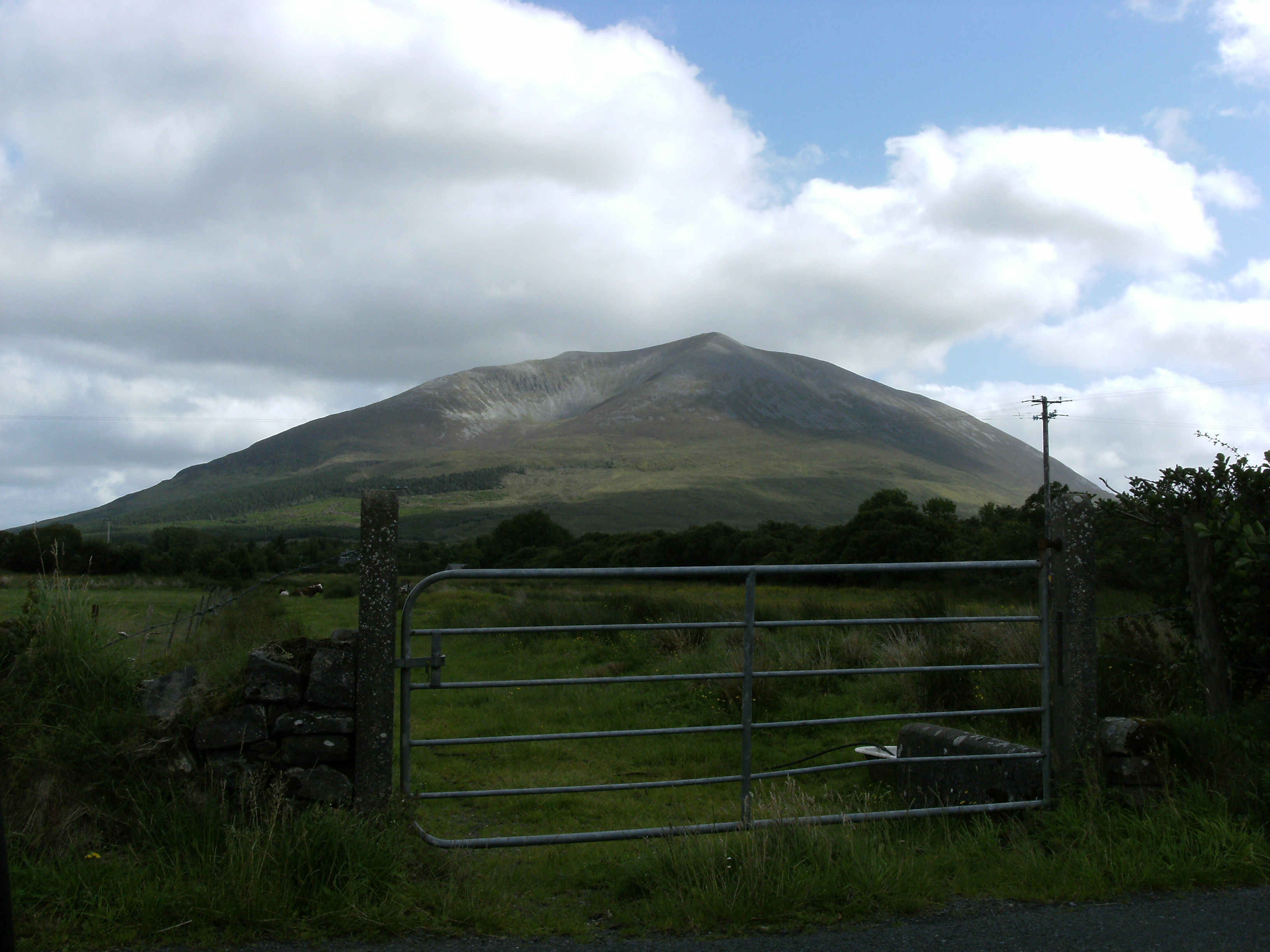
Il Nephin.

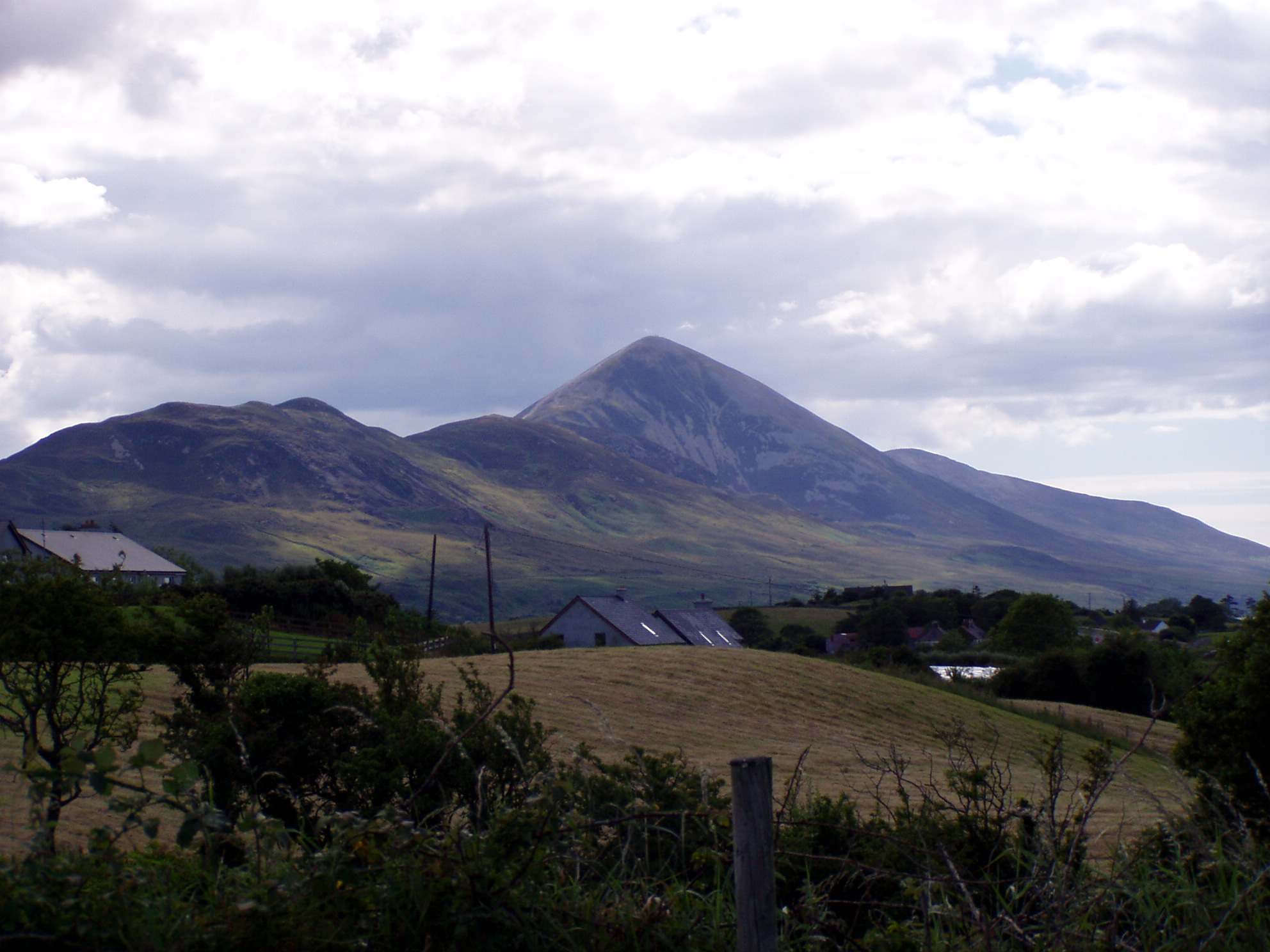
Croagh Patrick.

Seguendo la tendenza di tutta l'isola d'Irlanda, pianeggiante al centro e montagnosa lungo le coste specialmente occidentali, il Mayo riassume queste caratteristiche totalmente, presentando ambienti tendenzialmente pianeggianti o collinari comunque dall'andamento dolce all'interno e nella zona orientale e al contrario zone impervie e spesso inospitali contraddistinte da altopiani e massicci montuosi a ridosso della costa.
La cima più elevata della contea è il monte Mweelrea, nell'omonima catena, situato nella zona meridionale al confine con Galway, che con un'altezza di 814 metri è anche la montagna più elevata di tutta la provincia del Connacht. Morfologicamente arrotondato, sebbene non sembri particolarmente impervio, si inserisce in un contesto naturale molto selvaggio e a ridosso del Killary harbour e dell'Atlantico, risultando spesso ostico da scalare per i continui e pericolosi cambi meteorologici.
Tutta la zona meridionale al confine con Galway, esclusa le note Plains of Mayo ("Piane del Mayo") vicino a Ballinrobe, in particolare attorno al Mweelrea, è montuosa e relativamente brulla e impervia. Gli Sheffrey e i Partry sono catene molto vicine di cime che raggiungono mediamente i seicento metri. La suggestiva Doolough Valley è formata proprio dalle catene di Mweelrea e Sheffrey.
Il Mweelrea è seguito per altezza dal Nephin (804 m), terminale più orientale di una vasta catena montuosa piuttosto disomogenea posta al centro della contea, i Nephin Beg, che si estendono verso nord-ovest come un arco terminando nelle brulle e suggestive zone nord-orientali del Ballycroy National Park. Il Nephin Beg (628 m), da non confondere col Nephin e lo Slieve Carr (728 m) sono le cime più importanti, entrambe situate nel punto opposto della catena montuosa. Il Nephin e il Nephin Beg caratterizzano rispettivamente i panorami del centro della contea, specialmente vicino al Lough Conn, e di quello nord-orientale.
La terza vetta della contea è la celebre montagna di Croagh Patrick (763 m), un rilievo conico imponente che si staglia sulla zona meridionale della Baia di Clew del tutto isolato. Oltre a essere il rilievo più conosciuto della contea, è senz'altro quello più prominente per posizione e aspetto. La montagna è oggetto di frequenti scalate, alcune anche di massa e a piedi nudi, in quanto è venerata come "montagna sacra" dagli irlandesi avendovi, secondo tradizione, pellegrinato San Patrizio prima di scacciare i serpenti dall'Irlanda. Dalla cima, dove è presente anche una piccola chiesa, si possono godere viste particolarmente ampie dell'Irlanda occidentale e in particolare della suggestiva baia di Clew e delle sue numerose isole.
Degni di nota su Achill Island sono Croaghaun e lo Slievemore, inferiori entrambi ai settecentro metri di altitudine massima. Croaghaun in particolare è il rilievo più occidentale della contea e il più alto dell'isola (688 metri) ma soprattutto forma nel versante nord delle scogliere marine impressionanti che precipitano direttamente in mare. Il precipizio formato dal monte è il più elevato in Irlanda (sebbene leggermente meno a picco delle connazionali Slieve League) e il terzo in Europa.
Geologicamente, il Mweelrea è formato assieme alle altre cime meridionali da rocce siluriane combinate con antiche colate laviche e calcare carbonifero.
Nella zona centro settentrionale e a Croagh Patrick sono presenti tipiche cime di quarzite, la seconda probabilmente del periodo siluriano, ma sorge su una zona metamorfica, quella che circonda la Baia di Clew; gli Ox e la parte di contea sopra a Castlebar sono formati invece da roccia metamorfica.
Il selvaggio e aspro west è formato principalmente da roccia metamorfica e quarzite, con varie intrusioni granitiche nelle zone di Belmullet, mentre nei pressi della Baia di Blacksod viene estratto come pietra ornamentale.

### Coste e isole

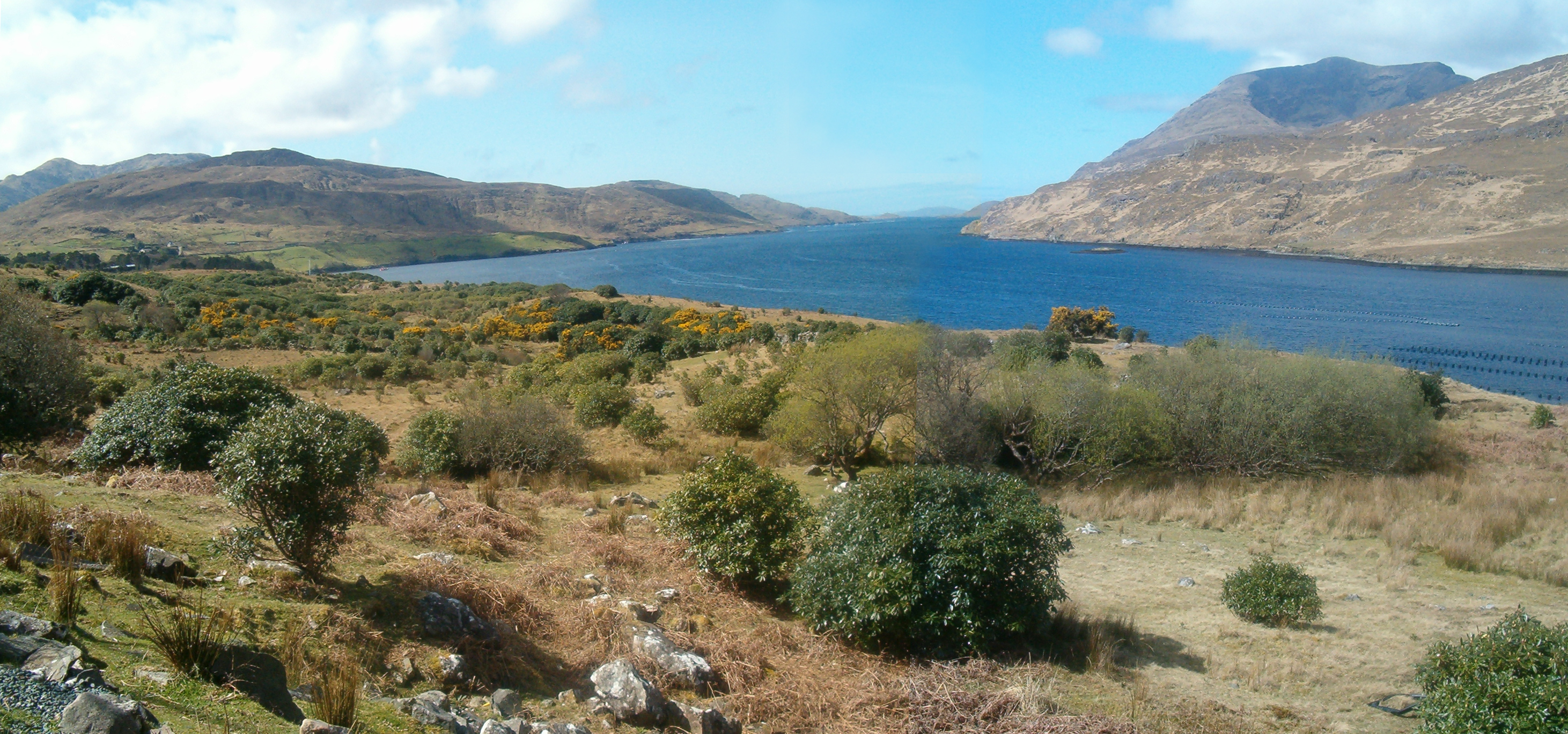
Il Killary harbour, unico fiordo d'Irlanda.

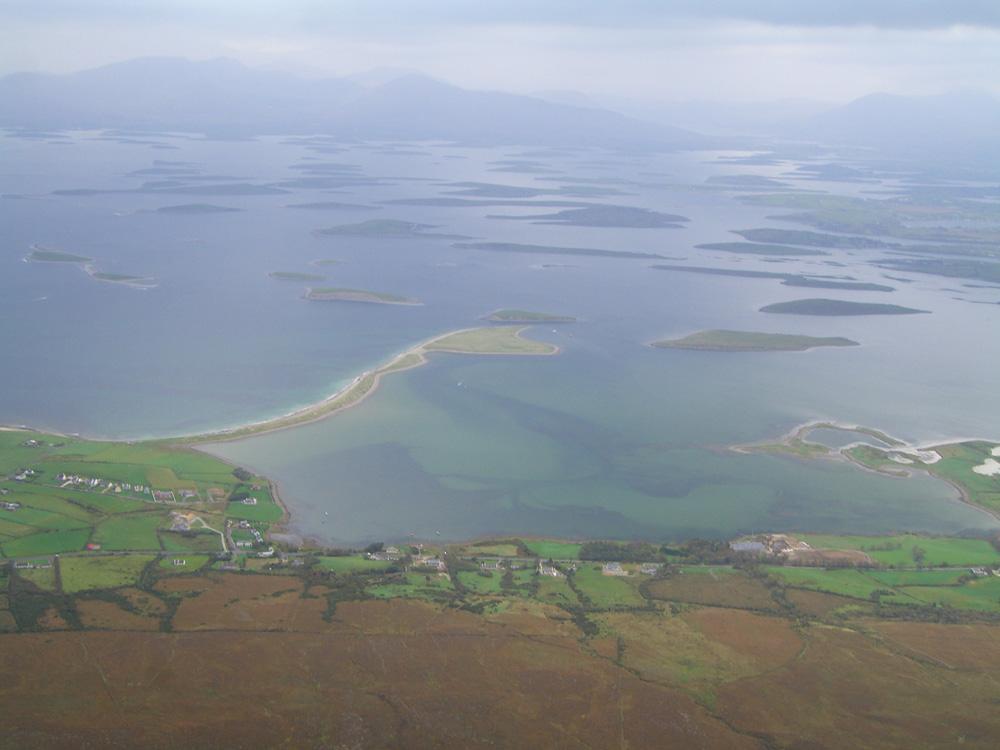
La Baia di Clew da Croagh Patrick.

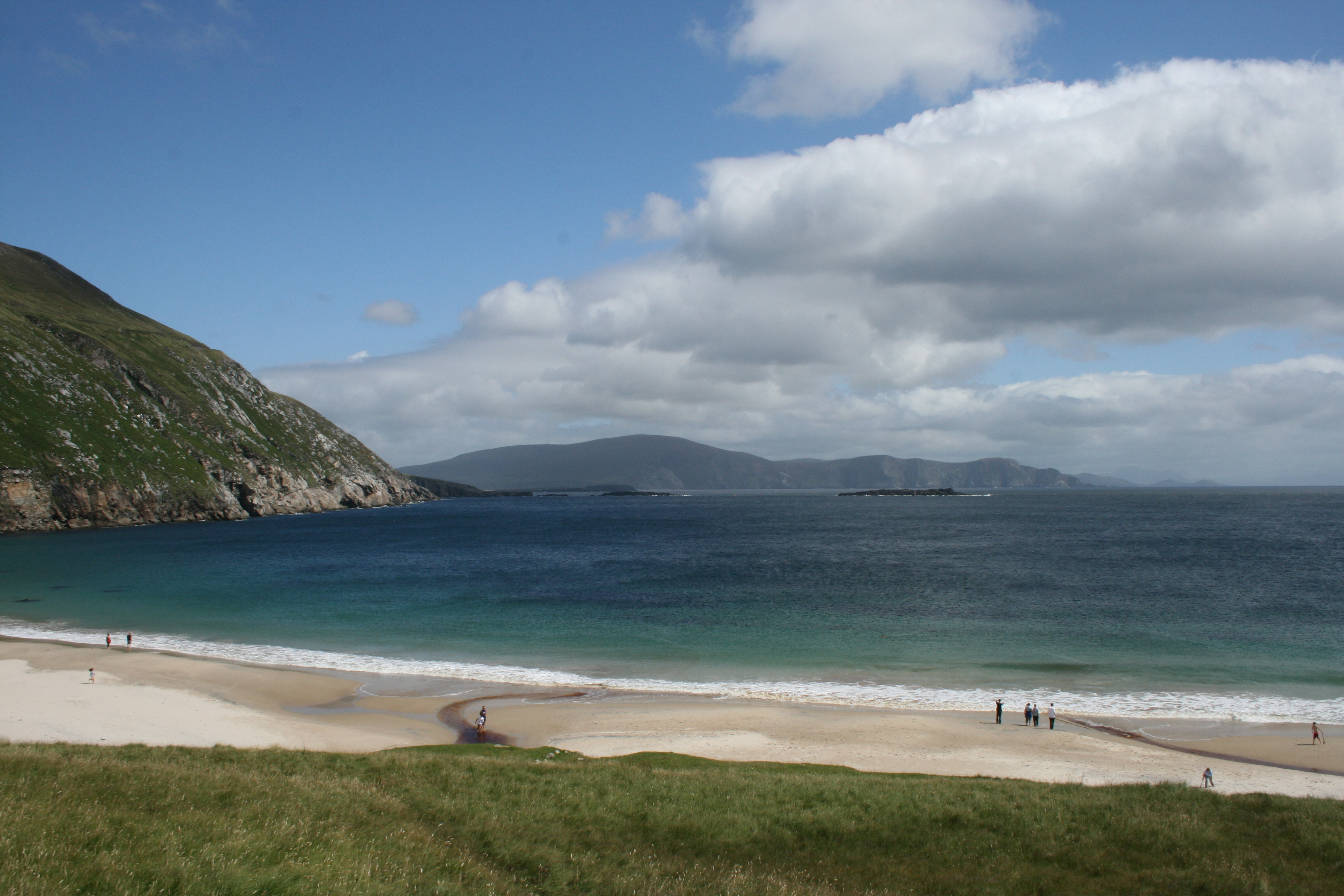
La celebre Baia di Keem ad Achill, con in lontananza le zone orientali dell'isola.

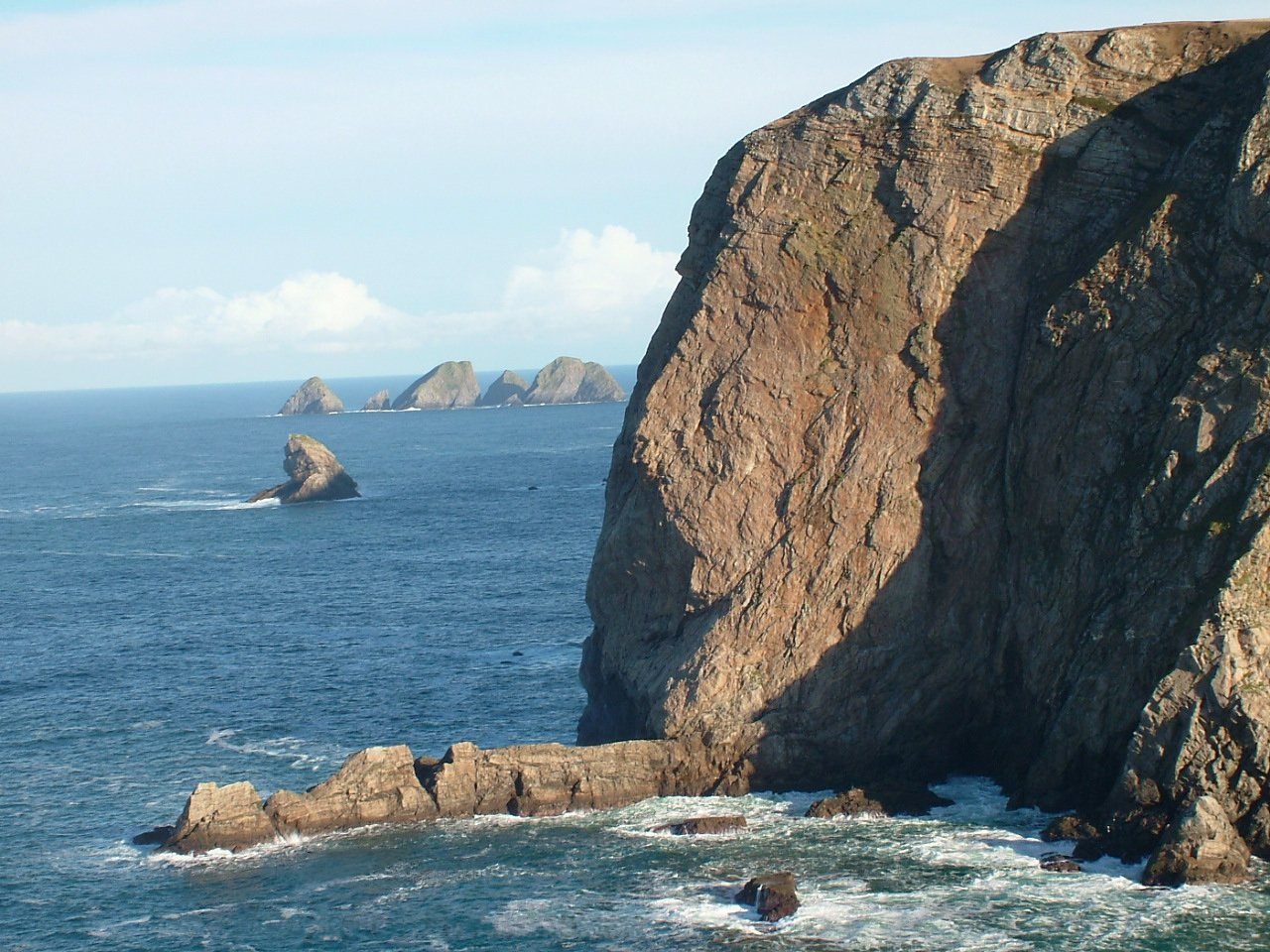
L'imponente Benwee Head e gli Stags of Broadhaven.

La costa coincide con circa la metà dei confini della contea ed è particolarmente articolata e frastagliata, il più delle volte impervia alternando spiagge e zone di scogliere basse ma impervie a tratti di litorale innalzato e a picco sul mare, in casi particolari ad altezze impressionanti. Non considerando penisole e baie minori, l'andamento è tendenzialmente per metà del tratto costiero verso nord e per l'altra metà verso ovest.
Partendo dalla parte più meridionale della costa, al confine con la Contea di Galway, questa costituisce il normale e fisiologico proseguimento della zona del Connemara: la zona è contraddistinta da isole in prossimità della terraferma e da un tratto costiero molto articolato, con spiagge e baie poco note, se si esclude la remota e vasta Silver Strand di Kinnadoohy. Le isole più importanti al largo di questa zona sono Inishturk e Caher Island. Inishbofin, molto vicina, è ben visibile dalle altre isole e dalla costa del Mayo, ma fa parte della contea di Galway.
L'elemento più caratteristico dell'area, che costituisce anche il confine con la contea di Galway, è il Killary harbour, un'insenatura stretta interna lunga circa 16 km considerata l'unico fiordo d'Irlanda. Il Killary harbour, dominato dal monte Mweelrea, termina la sua corsa a Leenaun ed è molto importante sia a livello paesaggistico sia per l'itticoltura.
Poco a nord del Killary harbour è presente una delle baie più caratteristiche e interessanti d'Irlanda, la Baia di Clew, che si estende da Louisburgh fino a Corraun e volendo alle sponde meridionali di Achill. Il dato più eccentrico della Clew Bay è l'enorme numero di isole presenti nell'insenatura, in particolare in prossimità delle zone di Westport, Newport e Murrisk. La gran parte di queste isole, di dimensioni ridotte e tutte molto vicine, costituisce uno degli esempi migliori di drumlin sprofondati in marea alla fine dell'era glaciale. Il punto migliore per osservare lo "sciame" di isole è senz'altro la pendice settentrionale di Croagh Patrick, montagna che domina gli scenari della baia. Alla moltitudine di drumlin va aggiunta Clare Island, che geologicamente non condivide nulla con le altre isole ma che è relativamente vicina, posta all'ingresso dell'insenatura.
La baia di Clew è chiusa da Achill Island: si tratta dell'isola più grande al largo dell'Irlanda, anche se dista dalla terraferma pochi metri. Achill è probabilmente una delle zone più suggestive e selvagge d'Irlanda, in particolare per il suo tratto costiero contraddistinto da drammatiche scogliere, spesso a picco, nonché da spiagge ben note per il loro fascino. La zona occidentale dell'isola è quella più incontaminata e drammatica: la spiaggia di Keem è racchiusa infatti da due promontori impervi e a picco, il secondo dei quali, Moytoge Head, dalla forma affusolata molto particolare. Dietro Keem si apre una delle scogliere più imponenti di Europa, che parte dell'impervia Achill Head, punto più occidentale della contea e si innalza fino alla vetta del monte Croaghaun, la parete verticale in mare più alta d'Irlanda (688 metri) e la terza in Europa fino a riscendere a Saddle Head, una scogliera più bassa ma che vanta comunque altezze ragguardevoli.
A nord di Achill, nella zona di Erris, la costa è formata dall'ampia e articolata Baia di Blacksod, delimitata a ovest dalla lunga e selvaggia Penisola di Mullet, una zona poco conosciuta oltre la cittadina di Belmullet che si estende verso sud per svariati chilometri offrendo scenari spesso desolati e incontaminati contraddistinti da basse scogliere e ampie spiagge. Al largo di Mullet ci sono le due isole disabitate di Inishkea, identificate rispettivamente come North e South per la loro posizione.
Mullet contribuisce a formare anche la vasta Broad Haven, a nord. Da qui la costa inizia il suo percorso verso ovest, presentando paesaggi desolati e surreali, contraddistinti da drammatiche e poco conosciute scogliere a picco sull'Atlantico. L'esempio forse più eclatante è la zona di Benwee Head, poco distante dal villaggio di Carrowteige, un promontorio a picco sul mare ad altezza prossime ai trecento metri circondato da altre scogliere drammatiche e impressionanti, da non molto tempo segnalate e percorribili in un lungo cliffs walk.
Tendenzialmente tutto il tratto costiero settentrionale è caratterizzato da questo genere di scenari, anche ad esempio nei pressi dei villaggi di Porturlin e Portacloy fino alle note falesie presenti a ridosso dei Céide Fields e del pittoresco promontorio Downpatrick Head nella Baia di Bunatrahir.
La costa termina nella placida e discretamente ampia Baia di Killala, formata dalla foce del fiume Moy e condivisa con la contea di Sligo.

### Idrografia

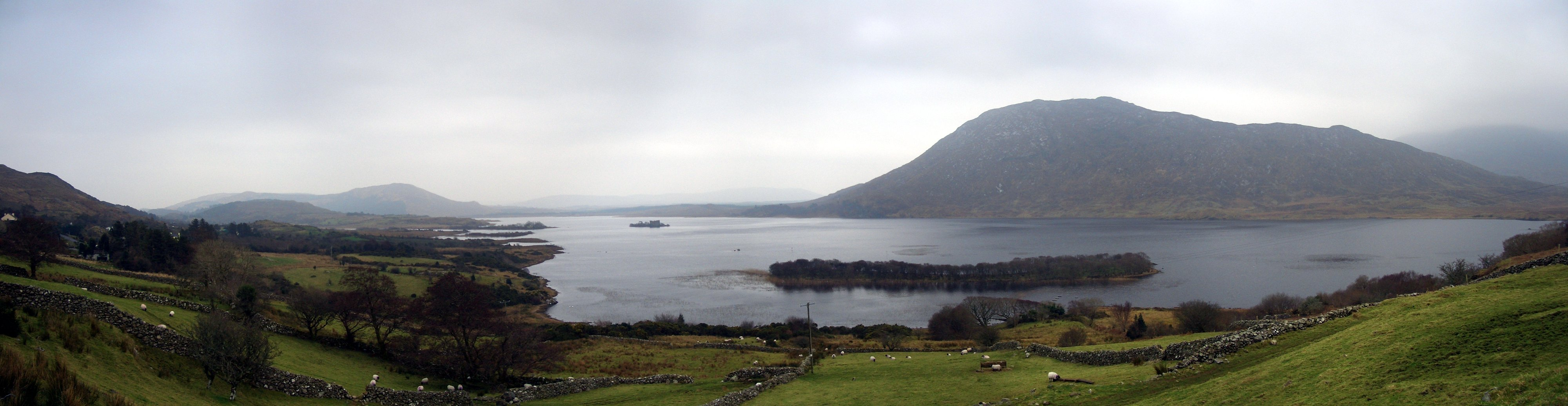
Il Lough Mask.

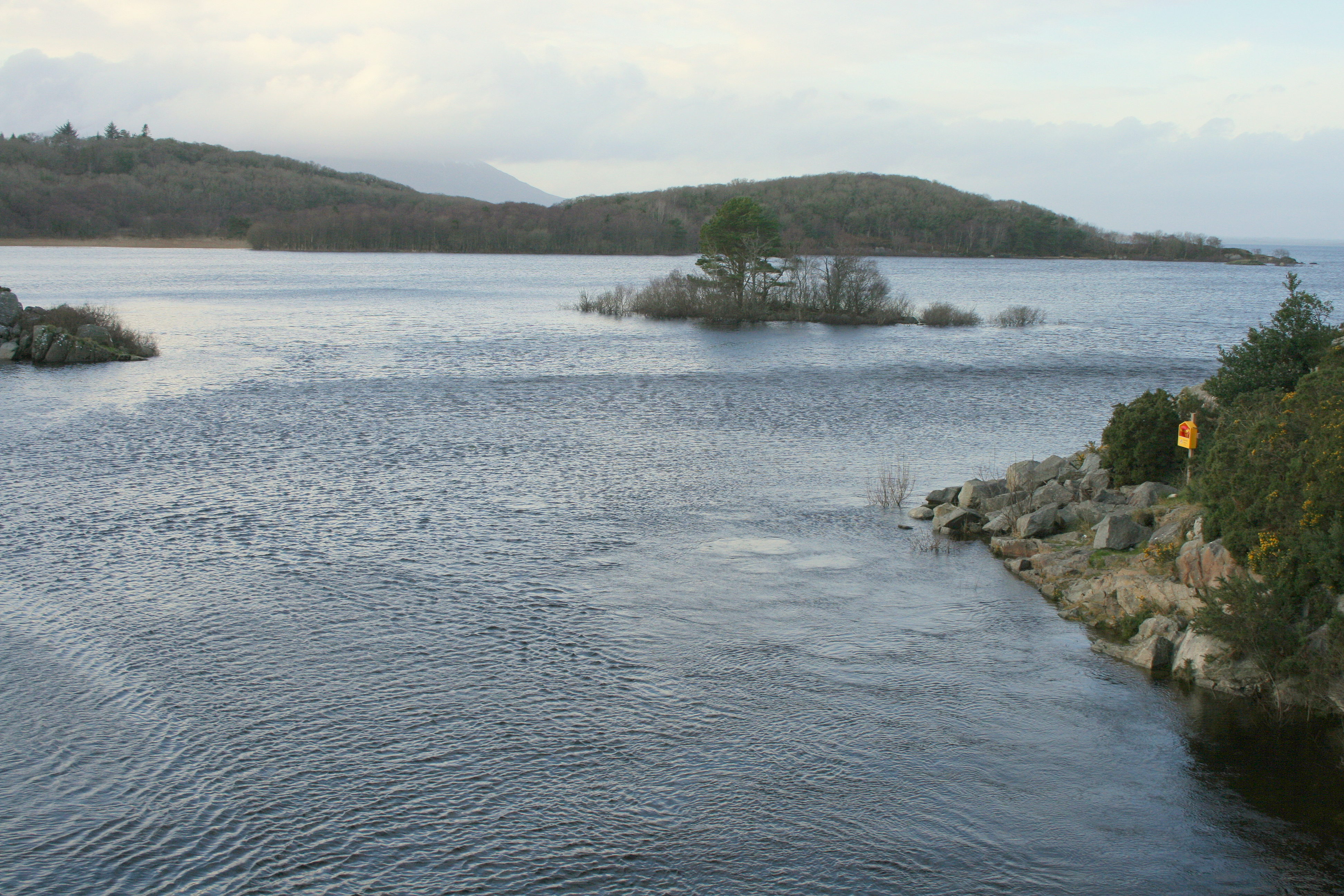
Il Lough Conn.

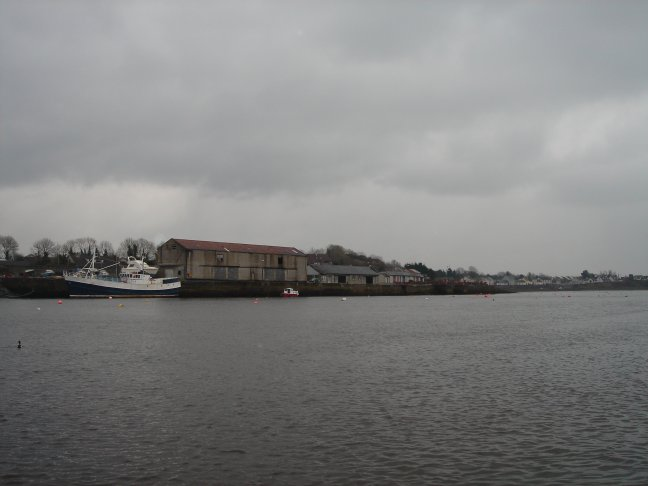
Il Moy poco dopo Ballina nei pressi della foce.

Pur non vantando la fama delle contee centro-settentrionali in tal senso, in realtà il Mayo presenta un numero particolarmente elevato di laghi e specchi d'acqua all'interno del suo territorio. Il lago più vasto del Mayo in senso lato è il Lough Corrib, il corpo d'acqua dolce più vasto della Repubblica d'Irlanda e il secondo dell'intera isola, tuttavia soltanto una minima porzione nord-orientale fa parte del territorio della contea, nei pressi di Cong, appartenendo alla contea di Galway tutta la vasta parte rimanente. A livello di territorio effettivo, il lago più vasto della contea è il Lough Mask, anch'esso a ridosso di Cong e condiviso con la contea di Galway, ma in questo caso al contrario la porzione minima spetta all'altra contea. Il Mask è lungo 16 km e ha una superficie di 83 km² ed è collegato al vicino Corrib da un fiume che attraversa Cong: entrambi di fatto alimentano il fiume Corrib, che sorge molti chilometri più a sud vicino a Galway. Una buona parte delle sponde del Mask è caratterizzato da terreno calcareo suggestivo, sorte condivisa da gran parte di quelle del vicino Lough Carra, il più piccolo e meno noto dei tre grandi laghi della zona meridionale della contea, ma comunque di dimensioni ragguardevoli, con una superficie di 16 km². Il Carra alimenta il Mask tramite il fiume Keel.
Un altro importante sistema di laghi è situato nella zona centro-settentrionale della contea ed è formato da altri due corpi d'acqua dolce piuttosto vasti, il Lough Conn e il Lough Cullin, praticamente contigui e collegati a Pontoon da un canale talmente breve (una decina di metri) che dal ponte che lo scavalca si vedono entrambi i laghi (anche se parzialmente date le dimensioni e la forma articolata). Il Conn è vasto 57 km² e alimentato dalle acque del Cullin e dei vari fiumi circostanti, tra i quali in particolare il Moy.
Sono presenti moltissimi altri laghi minori nella contea, tra i quali vanno annoverati il Lough Beltra e il Lough Feeagh vicino a Newport, il Carrowmore Lake nella zona di Erris, i piccoli ma noti per la pesca Laghi Callow e infine il Doo Lough e il Glenullin nella celebre Doo Lough Valley.
Il fiume principale è il Moy, celebre in tutta Europa non tanto per le sue dimensioni quanto per la quantità di salmone che popola le sue sponde, che è anche l'unico di una certa importanza: nasce sui monti Ox nella contea di Sligo e percorre gran parte della zona orientale del Mayo, per poi indirizzarsi verso nord e sfociare nella baia di Killala poco dopo aver bagnato Ballina. Gli altri sono tutti fiumi assai piccoli, se non quando gonfiati dalle piogge, e di modesta importanza. L'Erriff, a poca distanza da Leenane, forma delle pregevoli cascate, le Aasleagh Falls, mentre il Carrowbeg attraversa Westport.

## Storia
Il Mayo ha vissuto una storia particolarmente interessante quanto travagliata da invasioni e flussi migratori.

### Preistoria

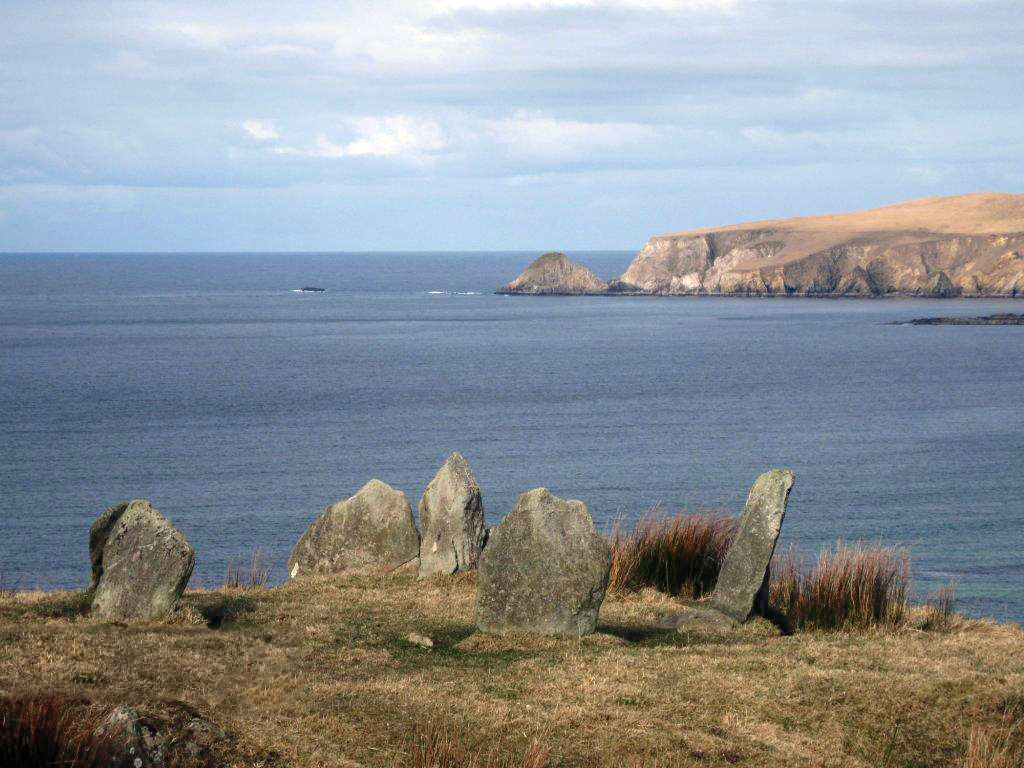
Il cerchio di pietre di Dooncarton a Glengad.

Le testimonianze preistoriche della contea sono essenzialmente di tipo archeologico. Le prime tracce umane rinvenute nella zona sono datate addirittura a 7 000 anni fa, nel Mesolitico, quando nel Mayo si insediarono tribù nomadi di cacciatori e pescatori, che tuttavia non lasciarono testimonianze a causa della loro poca sedentarietà.
Fu nel IV millennio a.C. che nuovi flussi migratori portarono nell'attuale contea nuove tribù, questa volta stabili, già dedite all'allevamento. Dal periodo Neolitico fino all'età del bronzo, queste popolazioni contribuirono alla costruzione di edifici e alla formazione di clan piuttosto numerosi, ma soprattutto cominciarono a costruire complessi funerari diffusi in tutta Irlanda e in maniera molto numerosa nel Mayo, ovvero monumenti megalitici.
Il complesso megalitico dei Céide Fields, sulla costa settentrionale, è uno dei più antichi reperti del mondo, ma in generale la contea è costellata di dolmen e altri complessi in pietra, specialmente nei dintorni della Baia di Bunatrahir, ma anche nelle zone rurali di Ballina, Achill, nelle parti costiere occidentali come quelle interne orientali del territorio, per un totale di circa 160 monumenti. Altro sito megalitico particolarmente scenografico e importante è quello di Dooncarton a Glengad.

### Cristianesimo

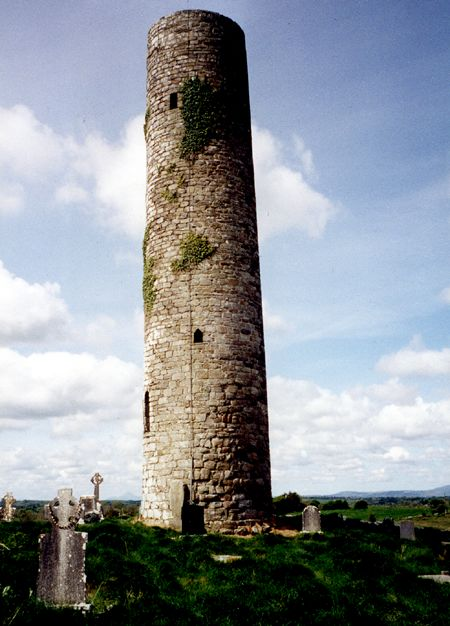
Torre di Meelick, torre circolare nei pressi di Swinford.

Le prime ere storiche sono alquanto sconosciute e buie, caratterizzate da tribù, clan e famiglie celtiche. Un radicale cambiamento che avrebbe influenzato tutta la storia irlandese fino a oggi avvenne nel V secolo con la venuta nell'isola del Cristianesimo e l'opera del suo apostolo principale, San Patrizio, che passò considerevole tempo nel Mayo, come testimoniano le leggende di Croagh Patrick e Downpatrick Head, convertendo i pagani celti e contribuendo alla nascita e fioritura di moltissimi monasteri e abbazie nei secoli successivi, come ad esempio quella di Ballintubber.
Ne derivò l'importante conseguenze di una trasformazione del panorama sociale, oltre che l'arrivo nel territorio della scrittura e della lettura. Specialmente un gruppo Sassone, insediatosi nell'attuale villaggio di Mayo Abbey, fondò un importante centro ecclesiastico rinomato per la grande cultura che diffondeva.

### Vichinghi
I Vichinghi, già in Irlanda dal 795, arrivarono nel Mayo nel IX secolo. Appena giunti, cominciarono ad attaccare tutti i posti dove c'era ricchezza, soprattutto quindi i monasteri che vennero spesso distrutti e saccheggiati. La naturale conseguenza fu la costruzione di quei particolari monumenti diffusissimi in tutta l'isola, ovvero le torri circolari, come quelle di Turlough, Meelick, Aghagower e, la più conosciuta e meglio conservata, Killala. Di questo periodo la nascita e crescita delle prime città e cittadine irlandesi, anche se nel Mayo non sono molte numerose, essendosi più concentrate nel nord, a est e nel sud dell'Irlanda.

### Normanni

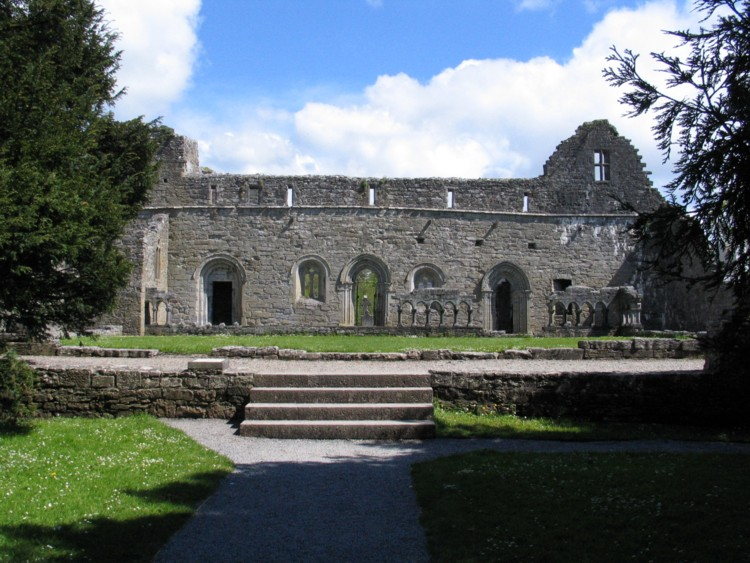
Abbazia di Cong.

I Normanni invasero l'Irlanda nel 1169 e assoggettarono il Mayo nel 1235.
Sebbene causarono il crollo di antiche e prestigiose famiglie gaeliche, come gli O'Connor del Connacht, ben presto assimilarono completamente i costumi e la cultura dei nativi irlandesi, mischiando le due razze molto velocemente e diventando irlandesi a tutti gli effetti. In questo periodo si verificò la creazione di cittadine e villaggi nella contea, oltre che la nascita di particolari tradizioni, fiere, feste e mercati vari. Ne beneficiò l'agricoltura che conobbe miglioramenti non indifferenti, così come le varie attività lavorative che portarono commerci, scambi e costruzioni di ponti e infrastrutture.
È di questo periodo la nascita di nuove abbazie, chiese e monasteri da parte degli ordini Agostiniani e Francescani, come quelli di Straide, la prima, seguita da quelle di Cong, Rosserk, Murrisk e l'ultima del 426 a Turlough. Tutti questi importanti edifici conobbero nel XVI secolo la devastazione e la rovina a causa della Riforma protestante: pochi si salvarono e non più di due videro la ricostruzione, lasciando ai giorni nostri una gran quantità di rovine, pur comunque interessanti e importanti.

### Le grandi lotte interne

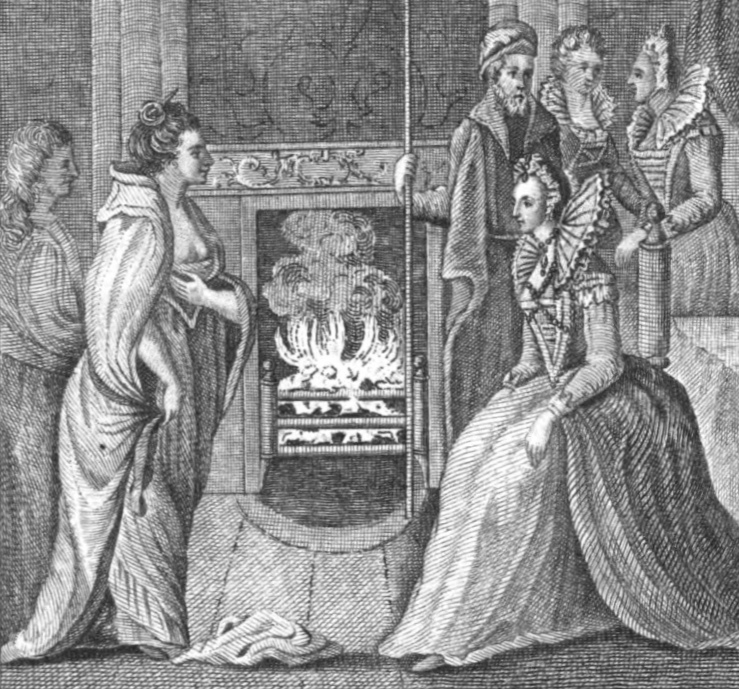
Grace O'Malley ed Elisabetta I.

Il XV secolo fu contrassegnato dalle continue lotte fra le due famiglie Burke, quella del Mayo di Mac Uilliam ochtair (MacWilliam VIII) e quella di Galway di Clanrickard, accompagnate da perenni rappresaglie intestine di famiglie minori e dall'interferenza della famiglia O'Donnel del Tyrconnel, sempre propensa ad allargare i propri domini verso sud.
Il cambio di secolo fu caratterizzato dalla dominante presenza in Irlanda del Lord Deputato Garrett Mór Fitzgerald, il grande conte di Kildare, che padroneggiava con pieni poteri da re nell'Isola. Nell'agosto del 1504 dimostrò tutta la sua potenza sconfiggendo pesantemente il suo genero Ulick Burke, Conte di Clanrickard, in una battaglia a Cnoc Tuagh (Knockdoe), vicino a Galway. Tra i membri della grande alleanza c'erano anche i Burke del Mayo contro i rivali Clanrickard e i loro alleati del Munster.
Con la successiva caduta dei conti di Kildare e l'ascesa al trono in Inghilterra dei Tudor,
Sir Edward Fitton divenne governatore del Connacht, che divenne terra della corona inglese. Susseguirono varie rivolte dei Burke del Mayo, la più importante guidata da "Mac Uilliam ochtair" che non vide esiti ma convinse il signore locale a sottomettersi. Successivamente furono i Burke di Clanrickard a ribellarsi, in passato alleati degli inglesi. In questo periodo emerse e influenzò in maniera pesantissima la storia locale, la regina pirata Grace O'Malley.

### Dominio britannico

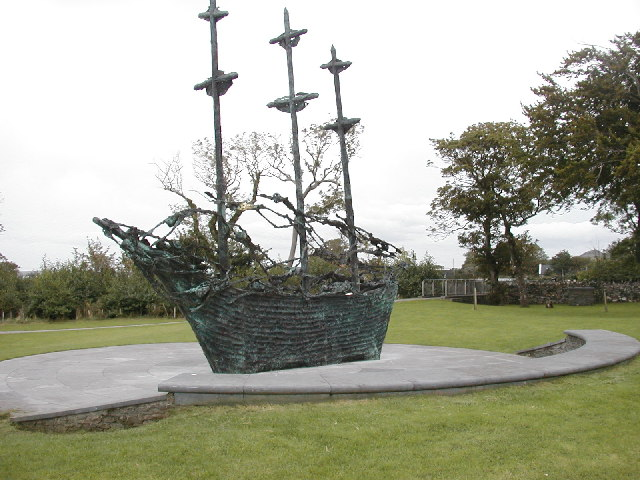
Famine National Memorial, il monumento che celebra la Grande Carestia a Murrisk.

Fu con Oliver Cromwell che l'Irlanda fu assoggettata al potere inglese in maniera molto dura. Il Mayo fu spettatore di molti profughi delle regioni vicine cacciati per dar terre ai guerrieri del Commonwealth. Susseguì un periodo abbastanza piatto e contraddistinto da miseria e povertà.
Particolare fu un fatto storico del 1798, quando il generale francese Humbert invase la Contea (allora sotto la Corona britannica) sbarcando a Killala e prendendo Ballina e Castlebar in poco tempo con l'aiuto di molti ribelli, grazie anche alla poca resistenza che incontrò dalle milizie irlandesi al soldo della corona britannica, che anzi fuggirono addirittura fino a Tuam. Tuttavia le forze inglesi cacciarono i francesi in seguito, e trucidarono chi aveva tradito.
Tra il 1845 e il 1849 la Great Famine (Grande Carestia) colpì duramente anche il Mayo, come testimonia un monumento commemorativo a Murrisk.
Nacque nel Mayo la rivolta contadina che portò poi alla formazione, nel piccolo centro di Irishtown, della Land League, un'organizzazione di lavoratori e contadini che si opponevano alla forte oppressione del dominio britannico in ambito agricolo. Agitatore e organizzatore della Land League fu Michael Davitt, originario di Straide, piccolo centro della contea, cui sono state dedicate varie statue oltre che il ponte che collega Achill a Corraun.

## Politica

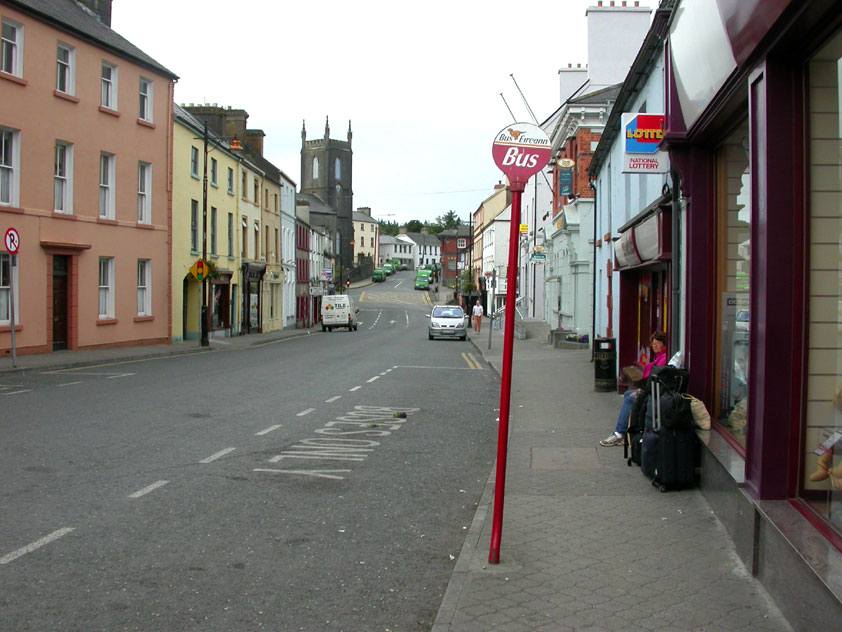
Castlebar, county town della contea e sede del Consiglio del Mayo.

Il Consiglio del Mayo è formato da 31 membri eletti direttamente col sistema proporzionale in ben 7 aree elettorali:
- Castlebar
- Swinford
- Belmullet
- Ballinrobe
- Ballina
- Claremorris
- Westport.

Sebbene la county town sia Castlebar, il County Council ha da tempo previsto sedi distaccate nelle località che presiedono la zona elettorale con l'aggiunta della cittadina di Newport.
Ballina, Westport e Castlebar hanno un proprio town council che si occupa di molti settori al posto del generico consiglio della contea.

## Cultura

### La tradizione religiosa della contea

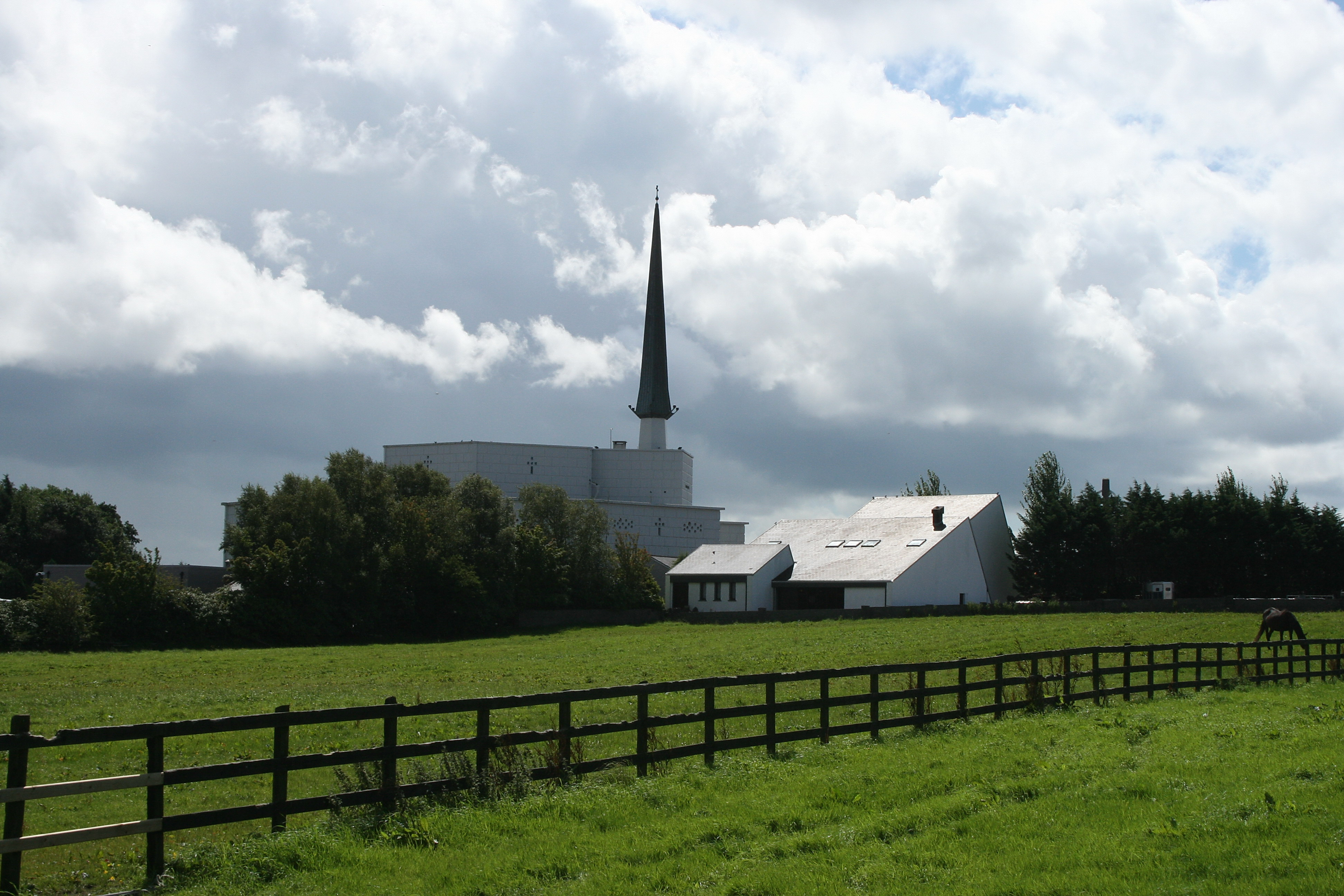
Knock, l'imponente santuario costruito sul luogo dell'apparizione mariana.

Nel Mayo, oltre a numerosissime chiese e diocesi, ci sono due luoghi particolarmente importanti sotto il profilo religioso, che si rifanno al culto cattolico di due episodi ritenuti miracolosi.
La prima leggenda è molto antica e riguarda il patrono dell'isola d'Irlanda, san Patrizio, e un luogo celebre della contea, ovvero la montagna sacra di Croagh Patrick, in cima alla quale sorge un edificio religioso che ogni anno, nell'ultima domenica di luglio, viene raggiunto da migliaia di pellegrini e dove, secondo la tradizione, il patrono dell'isola smeralda avrebbe sostato per quaranta giorni, scacciando tutti i serpenti.
La seconda invece è molto più recente (XIX secolo) e riguarda la presunta apparizione, riconosciuta dalla Chiesa cattolica, della Madonna a Knock a circa 15 testimoni del tempo: oggi nel luogo, accanto alla chiesa antica dove si sarebbe verificata l'apparizione, sorge una grande basilica di concezione moderna con un santuario che ospita annualmente più di un milione di pellegrini.

### Sport

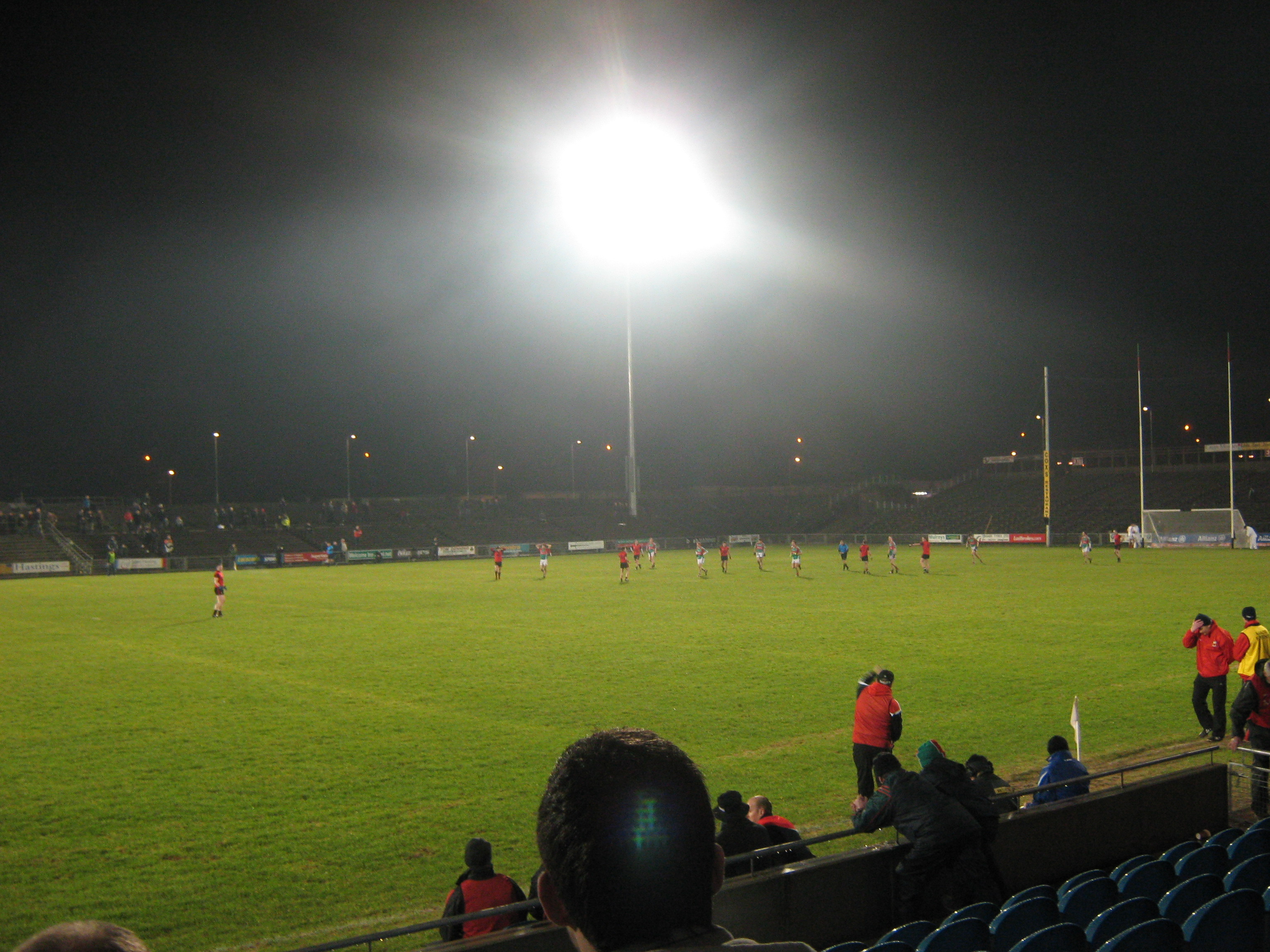
La squadra del Mayo in campo nell'impianto di casa, il McHale Park di Castlebar.

Lo sport più apprezzato e seguito nella contea è senz'altro il calcio gaelico: la squadra della contea è una delle più forti sul panorama irlandese, anche se vanta un record particolarmente negativo, avendo vinto soltanto tre volte il campionato nazionale e perso ben dodici finali in anni abbastanza vicini (l'ultima nel 2017).
A livello di club, c'è una forte tradizione, che ha portato a varie vittorie a livello nazionale, l'ultima abbastanza recente del 2005 degli Stephanities di Ballina.
Per quel che riguarda l'hurling invece, sport sicuramente minoritario per quanto in crescita, la rappresentativa non ha mai colto il successo nazionale.
Entrambe le selezioni di contea di sport gaelici giocano al McHale Park di Castlebar, impianto con una capienza di 38 000 spettatori.
Il calcio è giocato soltanto a livello dilettantistico, dato che nessuna squadra fa parte delle due leghe professionistiche. Praticata l'equitazione, il trekking (vari i festival da Castlebar), la pesca e sport folkloristici.

## Economia, trasporti e infrastrutture

### Aspetti economici e questioni sociali

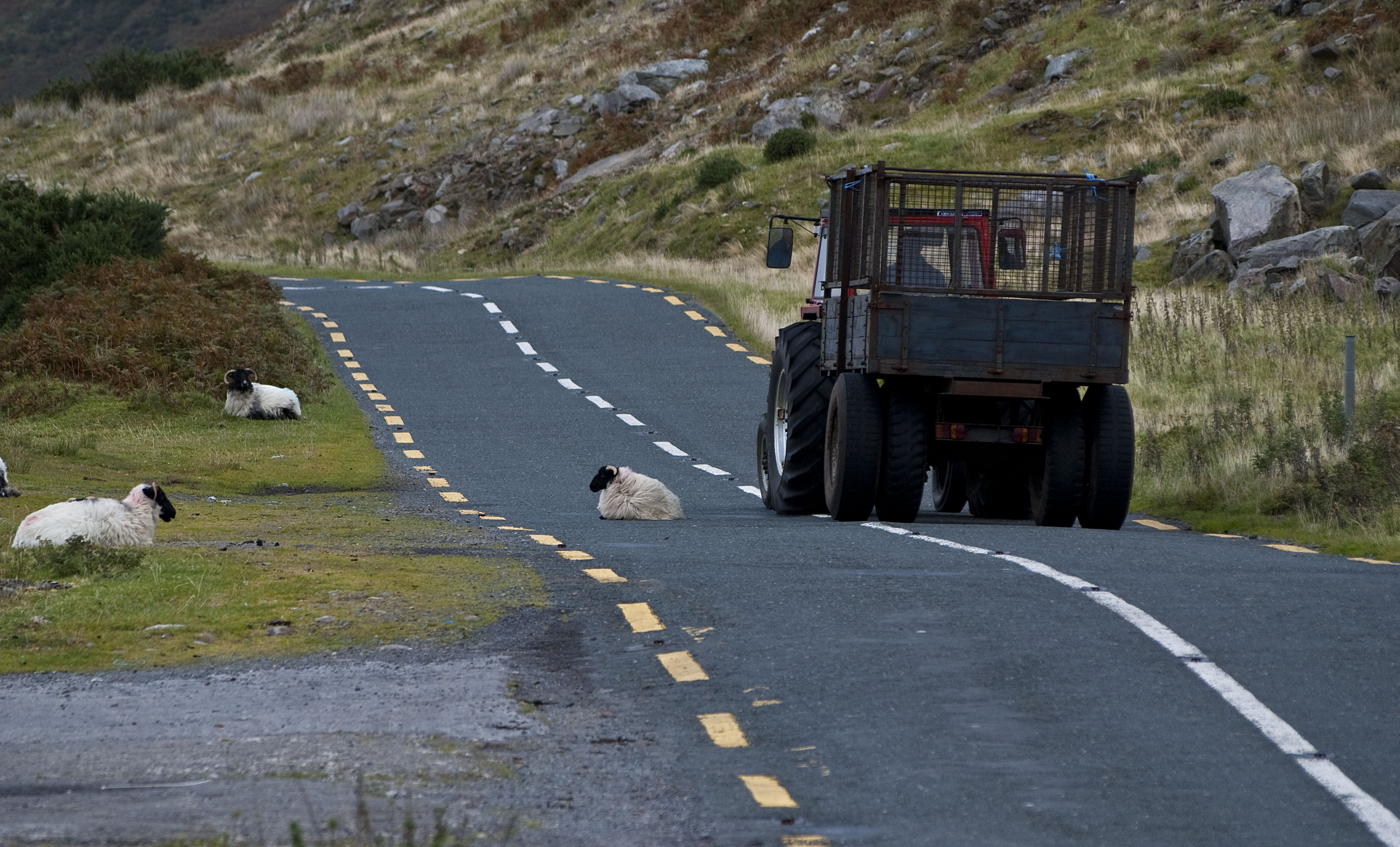
Allevamento e agricoltura costituiscono ancora un elemento economico importante del Mayo. La foto mostra anche una delle tante strette e spesso poco trafficate strade minori della contea.

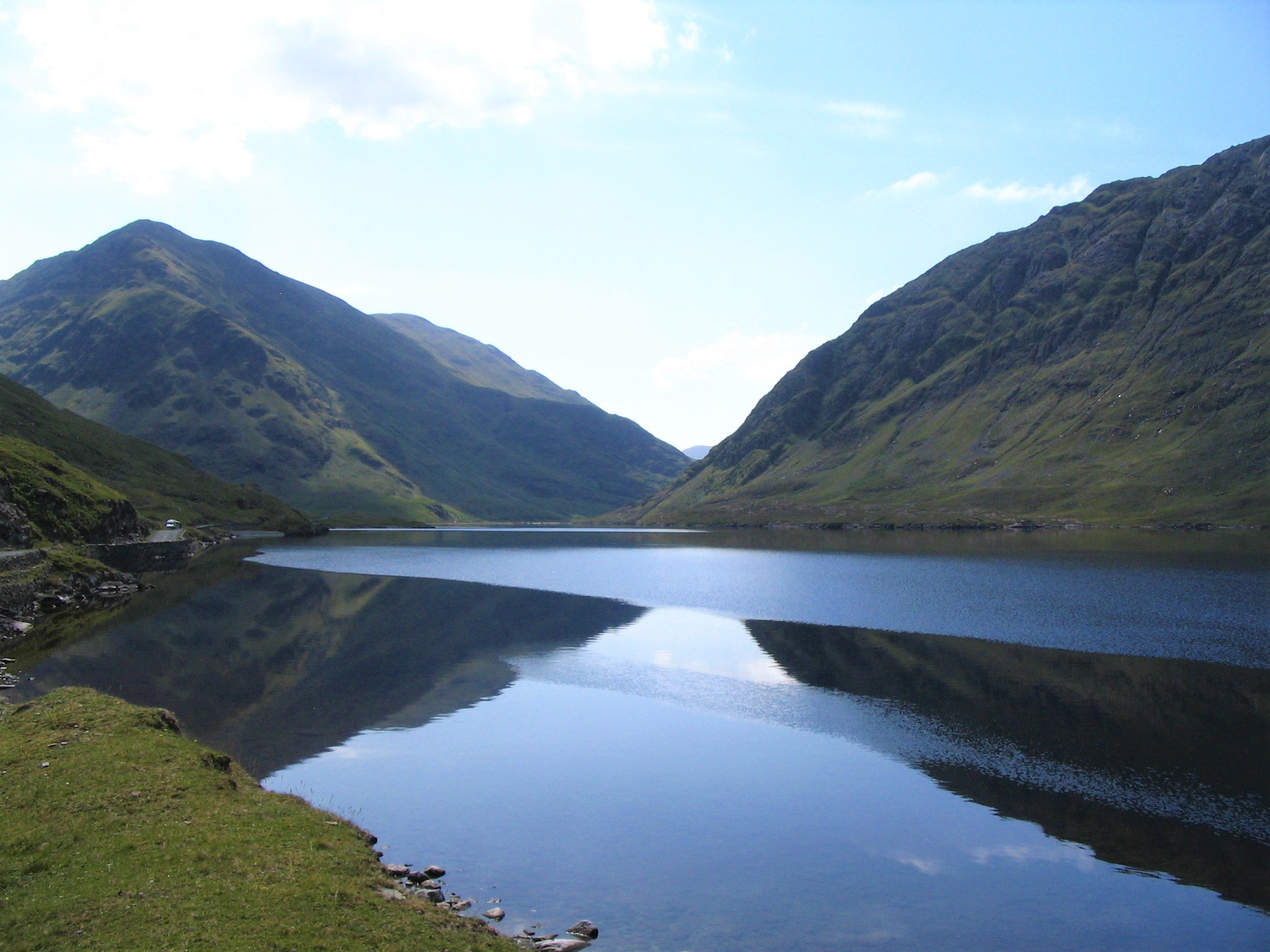
Il Doo Lough Pass, uno dei molti luoghi che solo recentemente stanno conoscendo fama nazionale a livello turistico.

La contea è stata da sempre importante a livello agricolo: le patate e l'allevamento, specialmente bovino e ovino, sono stati i principali fattori economici degli ultimi secoli, risentendo non poco la Grande carestia irlandese nel XIX secolo. Questa situazione è ancora molto diffusa nella zona rurale orientale, nelle midlands; la zona occidentale, invece, è più dedita alla pesca locale in mare e nei numerosi laghi e torrenti, questo anche considerando il fatto che il suolo è molto povero e aspro.
Il turismo è un fattore molto importante che ha conosciuto negli ultimi vent'anni una crescita esponenziale, riducendo il gap notevole con le altre contee dell'ovest, da sempre più inserite nei circuiti turistici nazionali. Oltre alle già molto note Achill, Westport e Cong, spesso inserite come prolungamenti del Connemara dalla contea di Galway, il turismo grazie agli sforzi di organizzazioni locali e alla Wild Atlantic Way ha cominciato a conoscere altri posti come la Doo Lough Valley, Benwee Head, Céide Fields, Downpatrick Head e la penisola di Mullet. Un'altra zona che sta registrando impulsi di notorietà è la regione di Erris, definita il posto migliore per addentrarsi in luoghi selvaggi. Croagh Patrick e Knock sono da sempre mete molto visitate per motivi religiosi. Newport, una volta un semplice villaggio di passaggio per Achill, ha conosciuto una sorta di rinascita grazie alla nuova Greenway, un nuovo e apprezzato percorso ciclabile di svariati chilometri che collega Westport ad Achill, divenendo di fatto una sorta di "capitale del ciclismo" irlandese.
Il terziario, come in tutta la nazione, ha avuto forte incremento durante gli anni della cosiddetta Celtic Tiger creando settori nuovi che si sono affiancati a quelli tradizionali. La forte crisi economica successiva, determinata dalla Grande recessione iniziata a partire dal 2007 ha messo a dura prova tutti i settori economici della contea e in particolare il terziario. L'area tra Swinford, Kiltimagh e Knock viene definita il Triangolo Nero d'Irlanda, contraddistinto dal più alto di disoccupazione della nazione, questo già prima che iniziasse la recessione.
Un'importante risorsa economica è il Corrib Gas Field, nella zona settentrionale del Mayo, un importante giacimento di gas che ha però creato notevoli contrasti a livello sociale: il governo irlandese ha accettato, infatti, la proposta della Shell di procedere al raffinamento del gas sul suolo, comportando la costruzione di enormi tubature che passano all'interno di abitati con conseguenze estetiche assai drastiche e dubbi da parte dei residenti sulla sicurezza per la loro salute. Alcuni abitanti delle zone si sono rifiutati di concedere nelle loro proprietà la costruzione o il semplice passaggio dei tubi, con il risultato dell'arresto di cinque persone, chiamati i Rossport Five rilasciati dopo 94 giorni di prigionia. Le proteste sono continuate anche successivamente, portate avanti dall'organizzazione Shell to Sea.

### Rete stradale
Il Mayo è tagliato longitudinalmente dalla strada nazionale N5 (Longford-Westport), una diramazione della N4. A parte questa arteria, che comunque fatica a raggiungere i livelli delle strade statali europee, va annoverata la N17 che collega le città di Galway e Sligo e che taglia la contea in maniera verticale, passando per il confine orientale e incrociando nel centro di Charlestown la N5. Oltre a queste due vie principali, dal Connemara giunge a Westport, per poi continuare lungo tutta la costa occidentale e settentrionale fino a Ballina, la modesta N59. La N57 collega le due città più importanti del Mayo, Castlebar e Ballina. Le altre strade sono tutte a carattere locale e spesso in condizioni pessime.
 Longford (Dublino via N4) - Castlebar - Westport

 (Galway) - Claremorris - Charlestown - (Sligo)

### Infrastrutture

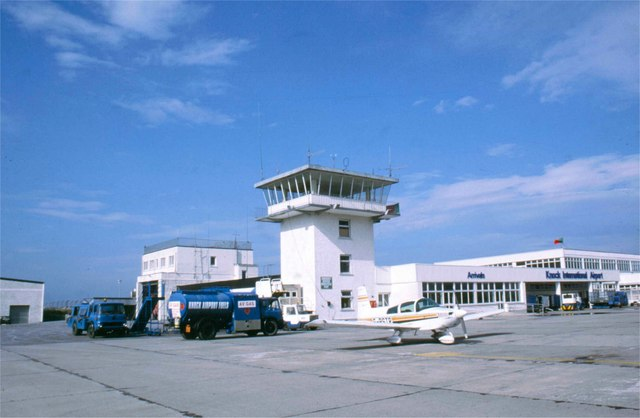
L'aeroporto internazionale di Knock.

La contea può vantare la presenza di addirittura un aeroporto internazionale, il Knock International Airport, situato nel territorio di Charlestown a pochi chilometri da Knock, via d'accesso principale per i pellegrini del santuario, anche se la maggior parte dei voli provengono dalla Gran Bretagna.
Una ferrovia con treni provenienti da Dublino passa per Castlebar, per poi diramarsi o a Foxford, raggiungendo il capolinea di Ballina, o a Westport.
Da Louisburgh partono traghetti dal vicino molo di Roonah per Inishturk e Clare Island, quest'ultima raggiunta anche dal molo nella zona meridionale di Achill Island.

## Luoghi principali

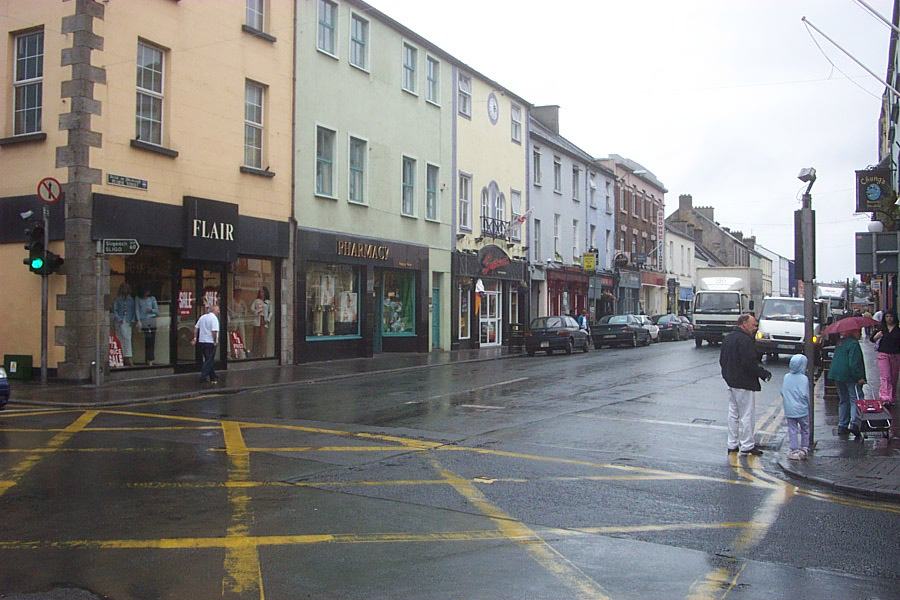
Ballina.

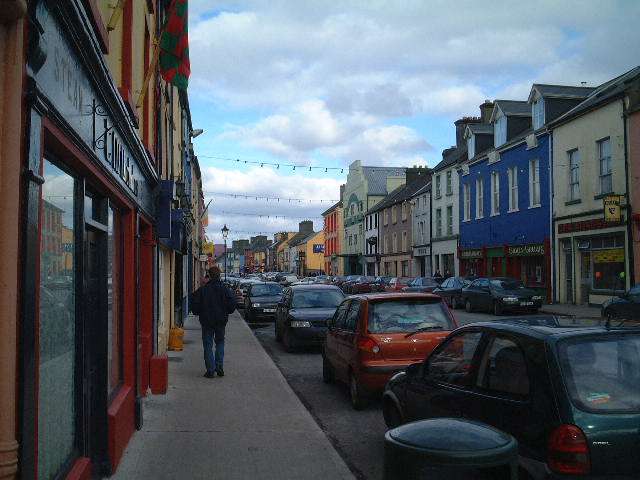
Kiltimagh.

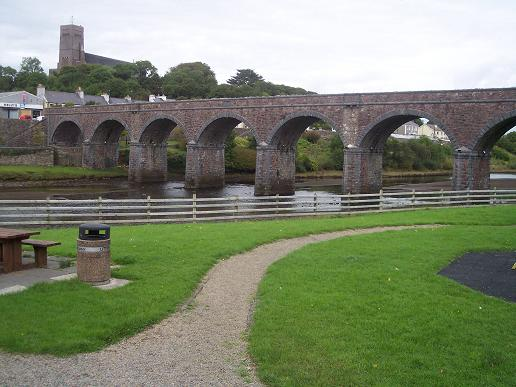
Newport.

### Cittadine
- Castlebar
- Ballina
- Westport

### Altri centri importanti
- Ballinrobe
- Belmullet
- Charlestown
- Cong
- Claremorris
- Foxford
- Killala
- Kiltimagh
- Knock
- Louisburgh
- Swinford

### Villaggi
- Achill Sound (Gob an Choire), Aughagower (Achadh Fomhair), Aughleam (An Eachléim)
- Balla (Balla), Ballindine (Baile an Daighin), Ballintubber (Baile an Tobair), Ballycastle (Baile an Chaisil), Ballyhaunis (Béal Átha hAmhnais), Bangor Erris (Beannchar), Bekan, (Béacán), Bellavary (Béal Átha Bhearaigh), Belderrig (Béal Deirg), Bohola (Both Chomla)
- Carrowteige (Ceathrú Thaidhg), Castlehill (Caorthannán), Cregganbaun (An Creagán Bán), Cross (An Crois), Crossmolina (Crois Mhaoilíona),
- Hollymount (Maolla)
- Keel (An Caol), Kilkelly (Cill Cheallaigh), Kilmaine (Cill Mheáin)
- Lahardane (Leathardán), Lecanvey (Leac an Anfa)
- Mayo (Maigh Eo), Mulranny (An Mhala Raithní), Murrisk (Muraisc)
- Neale (An Éill), Newport (Baile Uí Fhiacháin)
- Partry (Pártraí), Pontoon (Pont Abhann), Ross Port (Ros Dumhach)
- Shrule (Sruthair), Straide (An tSráid)
- Toormakeady (Tuar Mhic Éadaigh)

## Luoghi d'interesse

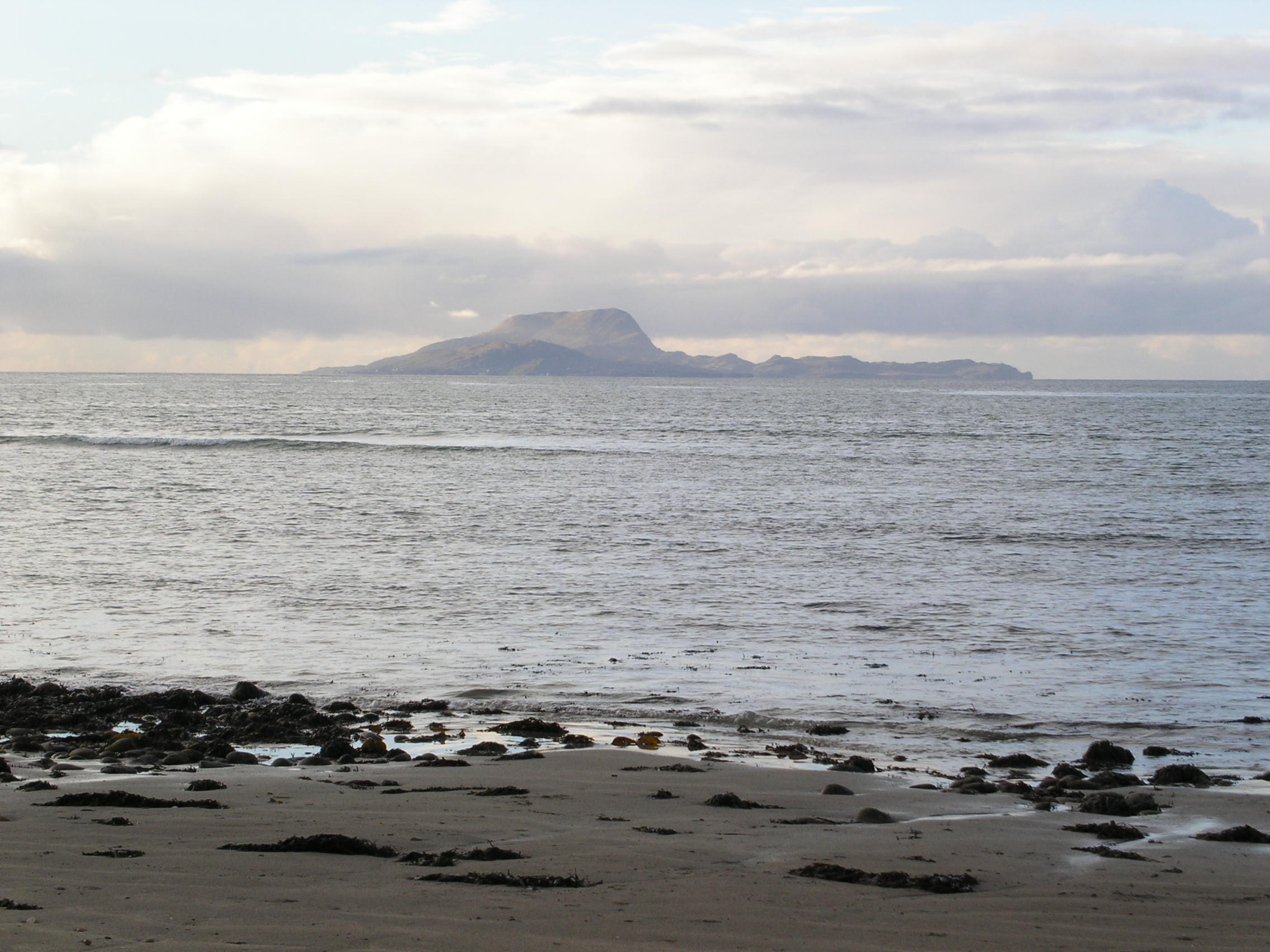
Clare Island.

### Isole
- Achill, l'isola più grande dell'Irlanda
- Clare Island, il covo di Grace O'Malley
- Inishturk

### Laghi
- Lough Conn (Lago Conn)
- Lough Cullin (Lago Cullin)
- Lough Mask (Lago Mask)
- Lough Carra (Lago Carra)
- Lough Corrib (Lago Corrib), nel Mayo solo per un piccolissimo tratto, è il lago più vasto della Repubblica d'Irlanda

### Montagne
- Croagh Patrick la montagna sacra
- Mweelrea, il monte più alto del Connacht
- Nephin e Nephin Beg
- Monti Ox

### Baie
- Clew Bay (Baia di Clew)
- Killala Bay (Baia di Killala)
- Blacksod Bay (Baia di Blacksoad)
- Broad Haven
- Killary harbour, unico fiordo d'Irlanda

### Siti archeologici e naturalistici
- Ballycroy National Park

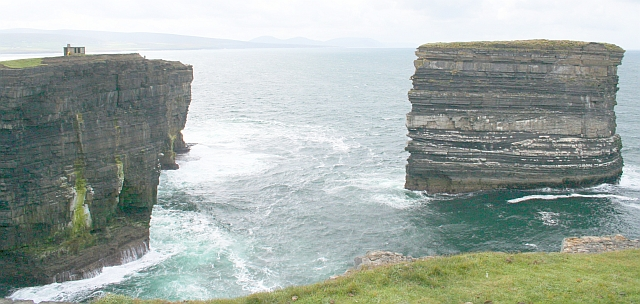
Il suggestivo Downpatrick Head.

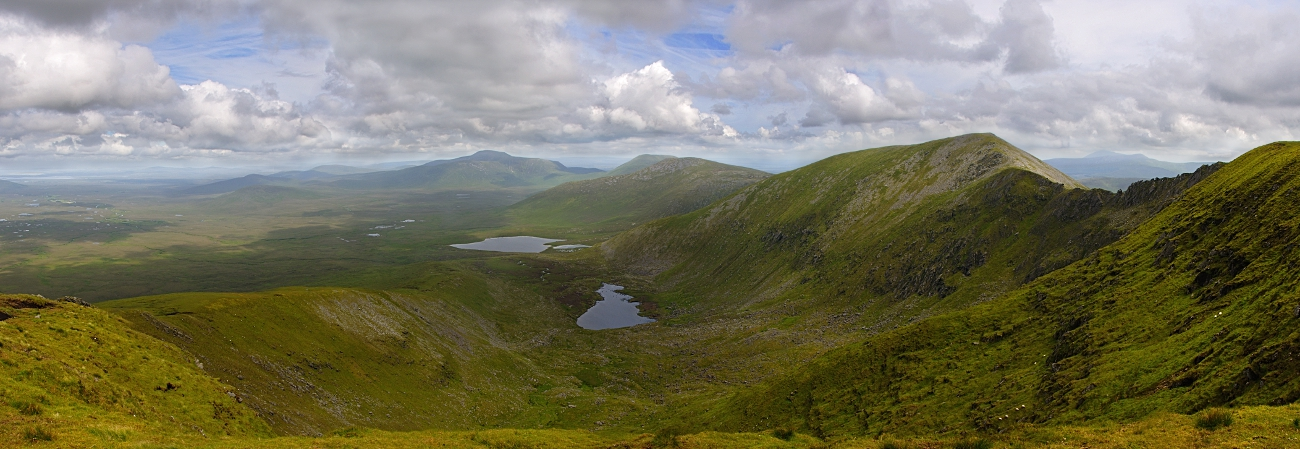
Ballycroy National Park.

- Céide Fields, complesso megalitico di circa 5.000 anni fa
- Downpatrick Head (Capo Downpatrick)
- Benwee Head e North Mayo Sculpture Trail
- Penisola di Mullet
- Foxford Woollen Mills
- Mayo Abbey
- Turlough Round Tower

## Amministrazione

### Gemellaggi
- Cleveland